# Вайцеховская, Елена Сергеевна
Еле́на Серге́евна Вайцехо́вская (род. 1 марта 1958 года, Львов, Украинская ССР) — советская спортсменка (прыжки в воду), российская спортивная журналистка.
Единственная спортсменка в истории СССР и России, победившая в прыжках с 10-метровой вышки на Олимпийских играх (1976), член Международного зала спортивной славы плавания. Заслуженный мастер спорта СССР (1976). Первый лауреат медали Николая Озерова (2005).

## Биография
Родилась 1 марта 1958 года в семье известного советского тренера по плаванию Сергея Вайцеховского. Начала заниматься прыжками в воду в возрасте 9 лет под руководством Валентины Дедовой. Впервые прыгнула с десятиметровой вышки в 12 лет, а уже в 16 лет у неё была самая сложная программа в мире. В 1974 стала чемпионкой СССР и бронзовым призёром чемпионата Европы. На следующий год заняла 4 место на чемпионате мира.
На летние Олимпийские игры 1976 года попала почти случайно. Из-за болезни неудачно выступила на отборочном чемпионате страны, и после долгих дискуссий (и убедительной победы в контрольных соревнованиях над пятью претендентками на единственную вакансию) была включена в сборную третьим номером. Предполагалось, что для дебютантки успехом будет даже место в восьмёрке.
В Монреале Вайцеховская выиграла золотую медаль, став первой советской олимпийской чемпионкой среди женщин. По оценке главного тренера сборной СССР по плаванию Сергея Вайцеховского, на соревнованиях проявилось главное качество его дочери — умение добиться максимального результата именно тогда, когда всё препятствует этому.
В 1978 году карьера Вайцеховской вынужденно закончилась: накануне чемпионата мира при неудачном входе в воду спортсменка получила тяжёлую травму — разрыв плечевого сустава. Дальнейшие попытки продолжать прыгать были малоуспешными. В 1980 году за месяц до Игр в Москве 22-летняя Вайцеховская ушла из спорта. По её словам, победив на Олимпийских играх и добившись тем самым максимального спортивного результата, она почти полностью потеряла интерес к прыжкам в воду.
Окончила Государственный центральный институт физической культуры в Москве, в который поступила ещё в 1975 году, сразу после окончания школы. Вайцеховская собиралась продолжать учёбу в институте иностранных языков или в крайнем случае — на факультете журналистики МГУ имени М. В. Ломоносова. Отговорил это делать отец, объяснив, что для качественной учёбы в таких вузах придётся бросить спорт, а для дальнейшей работы, которая наверняка будет связана со спортом, анатомию, физиологию и спортивную медицину желательно знать досконально.
После защиты диплома Вайцеховская год работала детским тренером, после чего стало понятно, что эта деятельность не приносит удовольствия и пользы. Пробовала работать на телевидении — комментировала соревнования, готовила и вела выпуски новостей. Также ездила с командами переводчиком (кроме английского, выученного в спецшколе, освоила французский, немецкий и португальский языки). Вышла замуж, родила троих детей (Елену, Алексея и Алину). Двое младших родились в Мурманске — там четыре года служил муж-офицер). В конце 1988 года семья вернулась в Москву.
Осенью 1989 года Вайцеховская начала работать штатным корреспондентом газеты «Советский спорт». Первое большое интервью («Я написал секретное письмо») взяла у собственного отца. Не раз отмечала, что это задание стало самым сложным из тех, что приходилось выполнять за всю журналистскую жизнь.
В 1991 году с группой журналистов ушла из газеты, чтобы создать новое СМИ — «Спорт-Экспресс». Карьера там началась с интервью с Раисой Максимовной Горбачёвой, за которое прислали благодарность из Кремля.
В 1992 и 1996 годах Вайцеховская признавалась лучшим спортивным журналистом России. В качестве обозревателя газеты работала на пяти Олимпийских играх, множестве чемпионатов мира. Пишет о плавании, фигурном катании, гимнастике, борьбе, тяжёлой атлетике, хоккее, лыжных гонках, биатлоне. Её принцип в журналистике — открывать спорт для болельщиков через выдающихся личностей, раскрывать психологию борьбы и людей.
Считает, что журналистика не может быть объективной, а журналист может быть интересен только своей точкой зрения.
В 1992 году Вайцеховская была введена в Зал спортивной славы плавания в США. Являлась членом пресс-комиссии Международной федерации плавания и Международной федерации объединённых стилей борьбы. В 2000 году была награждена Бронзовым орденом ФИЛА как лучший журналист, пишущий о борьбе.
В 2005 году за большой личный вклад в популяризацию физической культуры, спорта и спортивных достижений была награждена медалью Николая Озерова.
В 2014 году стала тренером команды спортивно-развлекательного шоу «Большие гонки».
В 2017 году покинула «Спорт-Экспресс», проработав в издании 26 лет. В 2017—2019 годах работала в агентстве «Р-Спорт» МИА «Россия сегодня». Впоследствии — журналист RT.
В 2024 году приняла участие в съёмках документального фильма «Роман Костомаров: Рождённый дважды».